# Äppelkriget
Äppelkriget är en svensk komedifilm från 1971 i regi av Tage Danielsson. I huvudrollerna ses Gösta Ekman, Per Grundén, Monica Zetterlund, Hans Alfredson och Per Waldvik.
Äppelkriget sattes på Helsingborgs stadsteater upp som musikal 2020 i regi av Annika Kofoed.

## Handling
Handlingen utgår från ett försök att exploatera natursköna Änglamark (ett lätt förklätt Österlen) för att bygga nöjesparken Deutschneyland. Den schweiziske direktören är i maskopi med riksdagsmän, kommunalpolitiker, lokala näringsidkare och en pr-man. Men äppelodlarfamiljen Lindberg bekämpar projektet. Med hjälp av sin stora släkt, som till hälften består av övernaturliga väsen, lyckas de besegra politikerna och storfinansen.

## Om filmen
Äppelkriget var den första film som Hasse & Tage spelade in i trakterna kring Tomelilla i Skåne. Ledmotivet "Änglamark" skrevs särskilt för filmen av Evert Taube.

## Rollista (i urval)
- Per Grundén – Jean Volkswagner, schweizisk direktör
- Gösta Ekman – Sten Wall, PR-man
- Monica Zetterlund – Anna Lindberg
- Hans Alfredson – Severin Lindberg
- Per Waldvik – Hans Nilsson
- Yvonne Lombard – Kerstin Gustafsson, kommunalpolitiker
- Sten Kärrby (krediterad som Herr K) – Tore Gustafsson, hennes man, affärsinnehavare
- Birgitta Andersson – Luft-Hanna Lindberg
- Håkan Serner – Eberhard Lindberg
- Martin Ljung – Åke Lindberg
- Max von Sydow – Roy Lindberg
- Tage Danielsson – Bernhard Lindberg
- Mariette Fransson – Janet Lindberg, skogsrå
- Ann-Marie Nyman – Agnes Lindberg, Luft-Hannas syster
- Nils Ahlroth – Gustav Lindberg, jätte
- Sture Ericson – Larsson i Tofta, riksdagsman
- Ingvar Ottoson – Werner Affeman, chaufför
- Moltas Erikson – kentauren Kent Aurén
- Gunnar Svensson – man med påse
- Evert Taube – dansar med Monica och reciterar Calle Schewens vals
- Tomas Alfredson – greven
- Folke Lindh – Hilding Bly, cykelreparatör
- Jan Wirén – skomakaren
- Erik Zetterström – den välklädde herrn
- Sven-Bertil Taube – sjunger ledmotivet[10]

## Filmmusik (i urval)
- "Bal på Skeppsholmen", musik och text Evert Taube
- "Byssan lull", musikbearbetning och text Evert Taube
- "Calle Lång dansar portugis", musik och text Evert Taube
- "Calle Schewens vals", musik och text Evert Taube
- "Diktaren och Tiden", musik och text Evert Taube
- "Julius och Mariella", musik och text Evert Taube
- "Min älskling" ("My Love is Like a Red, Red Rose"), engelsk text Robert Burns, musikbearbetning och svensk text Evert Taube
- "Mirrabooka marsch", musik och text Evert Taube
- "Möte i monsunen", musik och text Evert Taube
- "Nocturne", musik och text Evert Taube
- "Pierina eller Blå anemonerna", musik och text Evert Taube
- "Solig morgon", musik och text Evert Taube
- "Stockholmsmelodi", musik och text Evert Taube
- "Änglamark", musik och text Evert Taube[11]